# István Beé
István Beé (Budapest, 4 de julio de 1972) es un deportista húngaro que compitió en piragüismo en la modalidad de aguas tranquilas. Ganó ocho medallas en el Campeonato Mundial de Piragüismo entre los años 1994 y 2007, y once medallas en el Campeonato Europeo de Piragüismo entre los años 1997 y 2010.
Participó en dos Juegos Olímpicos de Verano en los años 2004 y 2008, su mejor actuación fue un quinto puesto logrado en Pekín 2008 en la prueba de K4 1000 m.

## Palmarés internacional
| Campeonato Mundial | Campeonato Mundial        | Campeonato Mundial | Campeonato Mundial |
| Año                | Lugar                     | Medalla            | Evento             |
| ------------------ | ------------------------- | ------------------ | ------------------ |
| 1994               | Ciudad de México (México) | Medalla de bronce  | K2 1000 m          |
| 1998               | Szeged (Hungría)          | Medalla de oro     | K4 200 m           |
| 1999               | Milán (Italia)            | Medalla de oro     | K4 200 m           |
| 2001               | Poznań (Polonia)          | Medalla de oro     | K4 200 m           |
| 2002               | Sevilla (España)          | Medalla de bronce  | K4 200 m           |
| 2005               | Zagreb (Croacia)          | Medalla de oro     | K4 200 m           |
| 2006               | Szeged (Hungría)          | Medalla de plata   | K4 200 m           |
| 2007               | Duisburgo (Alemania)      | Medalla de oro     | K4 200 m           |
| Campeonato Europeo |                           |                    |                    |
| Año                | Lugar                     | Medalla            | Evento             |
| 1997               | Plovdiv (Bulgaria)        | Medalla de oro     | K4 200 m           |
| 2000               | Poznań (Polonia)          | Medalla de bronce  | K2 500 m           |
| 2000               | Poznań (Polonia)          | Medalla de bronce  | K4 200 m           |
| 2001               | Milán (Italia)            | Medalla de oro     | K4 200 m           |
| 2002               | Szeged (Hungría)          | Medalla de bronce  | K4 200 m           |
| 2004               | Poznań (Polonia)          | Medalla de oro     | K4 200 m           |
| 2004               | Poznań (Polonia)          | Medalla de oro     | K4 500 m           |
| 2005               | Poznań (Polonia)          | Medalla de oro     | K4 200 m           |
| 2006               | Račice (República Checa)  | Medalla de bronce  | K4 200 m           |
| 2007               | Pontevedra (España)       | Medalla de bronce  | K4 200 m           |
| 2010               | Corvera (España)          | Medalla de bronce  | K2 200 m           |